# Toks Olagundoye
Toks Olagundoye est une actrice nigériane née le 16 septembre 1975 à Lagos au Nigeria. Elle est notamment connue pour son rôle dans la série The Neighbors.

## Filmographie

### Film
- 2002 : Brown Sugar : Assistante de Sidney
- 2005 : The Salon : Peaches
- 2009 : Absolute Trust : Kelly
- 2010 : Moment squad : Une mère
- 2010 : Dorito-hibition ! : Danielle
- 2011 : Most Wanted
- 2011 : Come back to me : Seritou
- 2011 : Life begins at Rewirement
- 2012 : A Beautiful Soul : Theresa Whitaker
- 2012 : Democracy at work : Meghan Oliver

### Télévision

#### Séries télévisées
- 2002 : The Education of Max Bickford : Hannah
- 2004 : New York, police judiciaire (Law & Order) : Janette Gardner (1 épisode)
- 2006 : 3 lbs. : Mary (1 épisode)
- 2008 : Ugly Betty : Vendeuse
- 2010 : Les Experts : Manhattan : Journaliste
- 2011 : Switched (Switched at Birth) : Instructrice de cuisine
- 2011 : NCIS : Rebeka Hooper
- 2011 : Suspect numéro un New York (Prime Suspect) : Lucy Martin
- 2012 - 2014 : The Neighbors : Jackie Joyner-Kersee
- 2014 - 2018 : Steven Universe : Nanefua Pizza (voix)
- 2015 : The Fosters : Faith
- 2015 - 2016 : Castle : Hayley Shipton
- 2017 : The Gifted : Carla Jackson
- 2018 : Modern Family : Lucy
- 2021 - En cours : The Rookie : Le flic de Los Angeles : Professeur Fiona Ryan
- 2021 : Big Shot : Professeur en science politique Terri Grint

#### Séries d'animation
- 2017 - 2021 : La Bande à Picsou (DuckTales) : Mamie Baba
- 2019 : Carmen Sandiego : la comtesse Cleo
- 2021 : Arcane : Mel Medarda

## Ludographie
- 2017 : Middle-earth: Shadow of War : Carnán